# 庾何
庾何，唐大理少卿庾光烈之子。曾担任彭州刺史、左司郎中。唐德宗即位，以庾何等十一人为黜陟使，巡行天下。在同州时，庾何奏免了当地刺史崔论。但不久朝廷认为他的举奏过于刻薄，便让崔论重新担任衢州刺史。朱泚占据宫阙时，庾何与其弟庾倬一同窜逃至山谷中避难。何的终官是兵部郎中。有子庾敬休，堂侄庾承宣。堂兄弟庾準。